# Inga bullata
Espèce
Inga bullata est une espèce de plantes à fleurs de la famille des Fabaceae. C'est un arbre trouvé au Brésil.

## Description
C'est un arbre que l'on trouve au Brésil.Cette espèce est déclarée « Quasi menacée » sur la liste rouge de l'UICN.

## Systématique
Le nom correct complet (avec auteur) de ce taxon est Inga bullata Benth..
Inga bullata a pour synonymes :
- Feuilleea bullata (Benth.) Kuntze
- Inga bullata var. bullata
- Inga bullata var. glabrescens Taub.
- Inga campanulata Benth.